# Àcid digàl·lic
L'àcid digàl·lic és un compost polifenòlic de fórmula C14H10O9 que es troba en diverses plantes, entre elles el llentiscle i el te negre. També està present a la molècula d'àcid tànnic. Químicament és un éster d'un àcid gàl·lic, el grup carboxil del qual enllaça amb un dels hidroxils en posició meta d'una altra molècula d'àcid gàl·lic.
La tanasa és un enzim que utilitza digal·lat per a produir àcid gàl·lic. Aquest enzim també es pot utilitzar per a obtenir àcid digàl·lic a partir de gal·lotanins.